# Isohieta

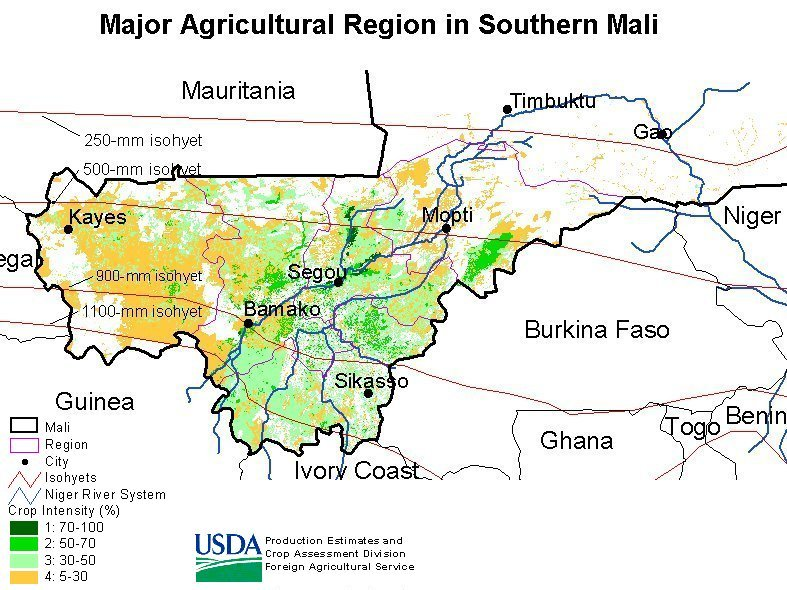
Mapa de Mali que mostra les isohietes amb els mm d'aigua caiguts a cada regió.

La isohieta és una isolínia que uneix els punts en un plànol cartogràfic que presenten la mateixa precipitació en la unitat de temps considerada. Així, per a una mateixa àrea, es pot dissenyar un gran nombre de plànols amb isohietes; com a exemples, les isohietes de la precipitació mitjana del mes de gener, de febrer, etc., o les isohietes de les precipitacions anuals.